# 大垣市総合体育館
大垣市総合体育館（おおがきしそうごうたいいくかん）は、岐阜県大垣市にある大垣市が管理運営する総合体育館である。

## 概要
西濃運輸の創業者の田口利八による寄付の申し出をきっかけとして建設された。1981年（昭和56年）に中部建築賞を受賞した建物。
岐阜県の主要体育館のひとつである。1980年（昭和55年）開館。

## 施設

### 第1体育館
- 可能種目：バレーボール（3面）、バドミントン（10面）、テニス（2面）。
- 観覧席（固定1,200席）

### 第2体育館
- 可能種目：バレーボール（2面）、バドミントン（6面）、テニス（1面）。

### 庭球場
- コート：全天候型砂入り人工芝（4面）（硬式軟式兼用）

## 概要
- 休館日：毎月第2火曜日、年末年始（12月29日〜1月3日）
- 開館時間：9時00分〜21時00分
- 所在地：〒503-0006、岐阜県大垣市加賀野4丁目62番地
- 駐車場：普通車241台、軽自動車4台

## アクセス
- JR大垣駅南口：名阪近鉄バスのソフトピアジャパン行に乗車。「総合体育館」バス停で下車。

## 周辺
- ソフトピアジャパン